# Promiskuitet
Promiskuitet (af latin promiscuus, "blandet", "uden orden") betegner fuldstændig seksuel løssluppenhed, hvor en person ikke følger nogen form for normer i forbindelse med, hvem vedkommende har sex med. De fleste samfund, både nuværende og historiske, har bestemte retningslinjer for samliv, og promiskuitet bliver ikke anset som en normal samlivsform.[kilde mangler]
| Sex | Spire Denne artikel om sex eller sexologi er en spire som bør udbygges. Du er velkommen til at hjælpe Wikipedia ved at udvide den. |